# Gordon Smith (politikus)
Gordon Harold Smith (Pendleton, 1952. május 25. –) az Amerikai Egyesült Államok szenátora (Oregon, 1997–2009).